# Sălsig, Maramureș
Sălsig (în maghiară Szélszeg, de la szél, în trad. "vânt") este satul de reședință al comunei cu același nume din județul Maramureș, Transilvania, România.

## Istoric
Prima atestare documentară: 1387 (Zelzegh). 

## Etimologie
Etimologia numelui localității: din magh. Selsig (< magh. szil „ulm” + magh. szeg „colț, unghi”), pronunțat dialectal Sălsig. 

## Așezământ monahal
- Mănăstirea ortodoxă Făget, cu hramul „Înălțarea Domnului”  (2000).

## Personalități locale
- Ștefan Bitan (n. 1929), eseist, traducător. Vol. Serghei Esenin (1969), Labiș – Albatrosul ucis (1970), Istoria literaturii universale. Secolul XX (1971).
- Dorel Topan (n. 1963), pictor, scenograf (12 expoziții personale în perioada 2006-2013).